# Patlıcan salata

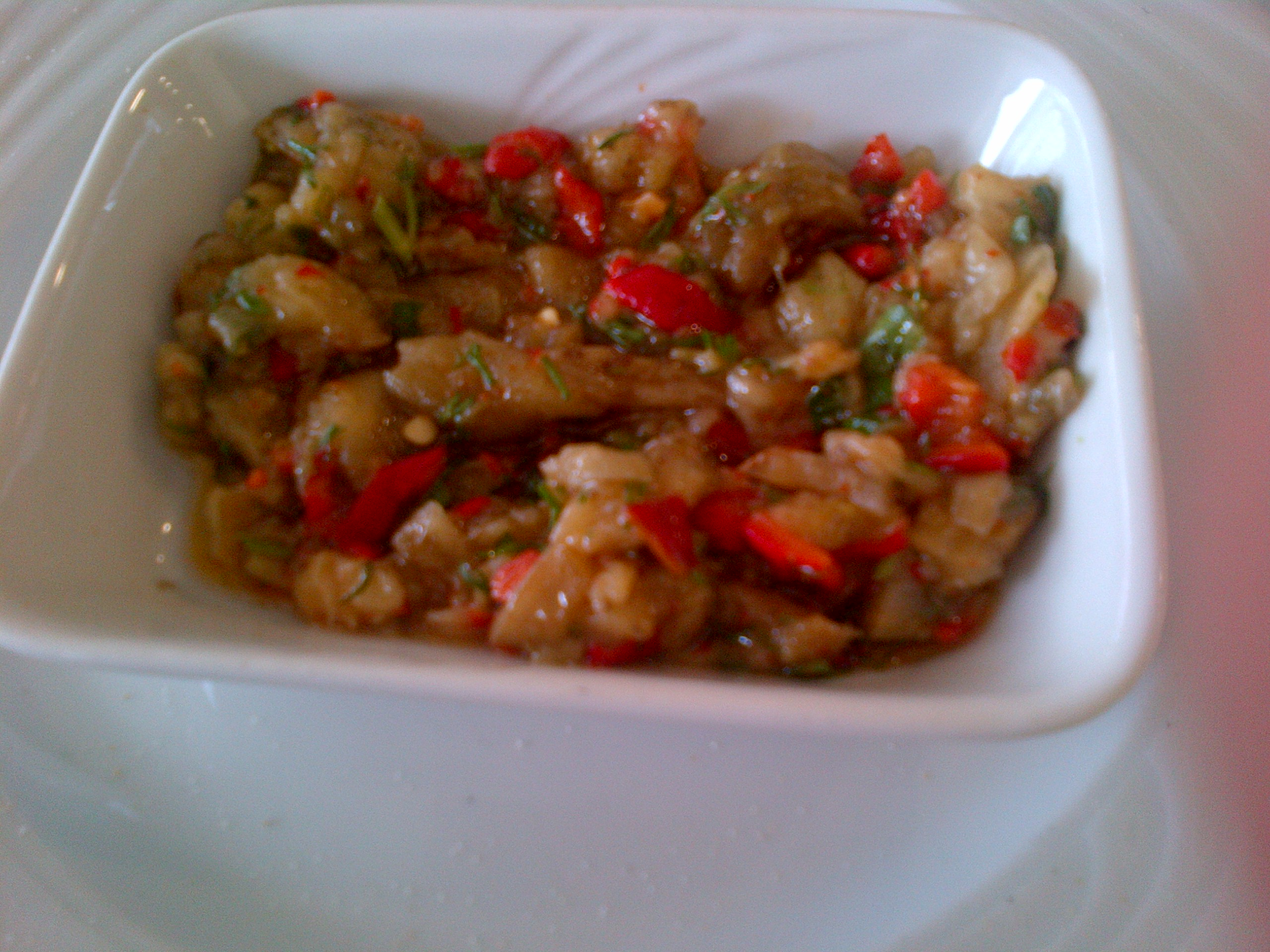
Patlıcan salatası o amanida de albergínia.

Patlıcan salata o Patlıcan salatası (amanida d'albergínia en turc) és un meze de la cuina turca. Es fa amb albergínies picades i fregides o la graella, tomàquet, all i pebre verd o vermell picats i fregits, oli d'oliva, unes gotes de suc de llimona, sal i una mica de pebre negre.